# El Cóndor (kulle)
El Cóndor är en kulle i Antarktis. Den ligger i Sydshetlandsöarna. Argentina, Chile och Storbritannien gör anspråk på området.
Terrängen runt El Cóndor är huvudsakligen platt, men söderut är den kuperad. Havet är nära El Cóndor norrut. Trakten är obefolkad. Det finns inga samhällen i närheten. 